# Ефремов, Пётр Григорьевич
Пётр Григо́рьевич Ефре́мов (15 июля 1908, Новая Александровка, Ардатовский уезд, Симбирская губерния, Российская империя — 17 апреля 2000, Йошкар-Ола, Россия) — советский деятель науки, учёный-зоолог, учёный-орнитолог, кандидат биологических наук. Директор Марийского института усовершенствования учителей (1944—1946), декан физико-математического и химико-биологического факультетов, заведующий кафедрой зоологии Марийского педагогического института имени Н. К. Крупской (1946—1979). Заслуженный деятель науки и техники Марийской АССР (1957). Участник Великой Отечественной войны. Член КПСС с 1952 года.

## Биография
Родился 15 июля 1908 года в деревне Новая Александровка ныне Большеигнатовского района Мордовии в семье крестьян-середняков.
В 1932 году окончил Горьковский педагогический институт, в 1935 году — аспирантуру при этом институте.
Направлен в г. Йошкар-Олу: преподаватель зоологии Марийского педагогического института, организатор здесь биологического кабинета.
В 1941 году призван в Красную армию. Участник Великой Отечественной войны: слушатель интендантской академии в Ташкенте, стрелок 224-го гвардейского стрелкового полка 72-й гвардейской стрелковой дивизии на Сталинградском фронте, гвардии рядовой. Был ранен в ногу, лечился в госпиталях, комиссован в апреле 1944 года. Награждён орденом Отечественной войны I степени и медалями, в том числе медалью «За отвагу». 
С 1944 года — директор Марийского института усовершенствования учителей. С 1946 года — преподаватель, декан физико-математического и химико-биологического факультетов, заведующий кафедрой зоологии, доцент Марийского педагогического института имени Н. К. Крупской.
В 1952 году вступил в КПСС. 
В 1957 году присвоено почётное звание «Заслуженный деятель науки Марийской АССР». Награждён медалями и трижды — Почётной грамотой Президиума Верховного Совета Марийской АССР.
Скончался 17 апреля 2000 года в Йошкар-Оле.

## Научная деятельность
Является автором 3-х монографий и более 60 научных статей. 
В 1935 году успешно защитил кандидатскую диссертацию. 
В 1938 году стал основателем зоологического музея при факультете естествознания Марийского педагогического института имени Н. К. Крупской. 
В 1974 году стал почётным членом Всероссийского общества охраны природы. 

## Научные работы
Далее представлен список основных научных работ П. Г. Ефремова:  
- Животный мир Марийской АССР: Назем. позвоночные. Земноводные, пресмыкающиеся, млекопитающие / П. Г. Ефремов, В. А. Корнеев, Ю. Н. Русов. — Йошкар-Ола: Марийское книжное издательство, 1984. — 126 с.: рис.
- Животный мир Марийской АССР: Птицы / П. Г. Ефремов, Х. Ф. Балдаев. — Йошкар-Ола: Марийское книжное издательство, 1985. — 158 с.
- Животный мир Марийской АССР. Беспозвоночные / В. А. Матвеев, П. Г. Ефремов. — Йошкар-Ола: Марийское книжное издательство, 1988—1991. Ч. 1. — 1988. — 110 с.: ил.

## Звания и награды

### Трудовые
- Заслуженный деятель науки и техники Марийской АССР (1957)[1]
- Юбилейная медаль «За доблестный труд. В ознаменование 100-летия со дня рождения Владимира Ильича Ленина» (1970)[6]
- Медаль «Ветеран труда» (1979)[6]
- Почётный знак Всероссийского общества охраны природы «За охрану природы России» (1970)[6]
- Большая памятная медаль Всероссийского общества охраны природы (1974)[6]
- Почётная грамота Президиума Верховного Совета Марийской АССР (1956, 1958, 1968)[1]
- Почётная грамота Марийского обкома КПСС и Совета Министров Марийской АССР (1975)[6]

## Боевые и юбилейные
- Орден Отечественной войны I степени (06.04.1985)[9]
- Медаль «За отвагу» (10.09.1943)[4]
- Медаль «За оборону Сталинграда» (1942)[3]
- Медаль «За победу над Германией в Великой Отечественной войне 1941—1945 гг.» (09.05.1945)[3]
- Медаль «За доблестный труд в Великой Отечественной войне 1941—1945 гг.» (1946)[6]
- Медаль «Двадцать лет Победы в Великой Отечественной войне 1941—1945 гг.» (1965)[6]
- Медаль «Двадцать пять лет Победы в Великой Отечественной войне 1941—1945 гг.» (1970)[6]
- Медаль «Тридцать лет Победы в Великой Отечественной войне 1941—1945 гг.» (1975)[6]
- Медаль «Сорок лет Победы в Великой Отечественной войне 1941—1945 гг.» (1985)[6]
- Медаль «50 лет Победы в Великой Отечественной войне 1941—1945 гг.» (1995)[6]
- Медаль «50 лет Вооружённых Сил СССР» (1969)[6]
- Медаль «60 лет Вооружённых Сил СССР» (1979)[6]
- Медаль «70 лет Вооружённых Сил СССР» (1988)[6]
- Медаль Жукова (1995)[3]

## Память
- В 1974 году его имя внесено в Книгу Почёта Всероссийского общества охраны природы[6].
- 30 июня 2000 года музею кафедры зоологии Марийского государственного университета присвоено имя П. Г. Ефремова[1].